# Campbell Stewart

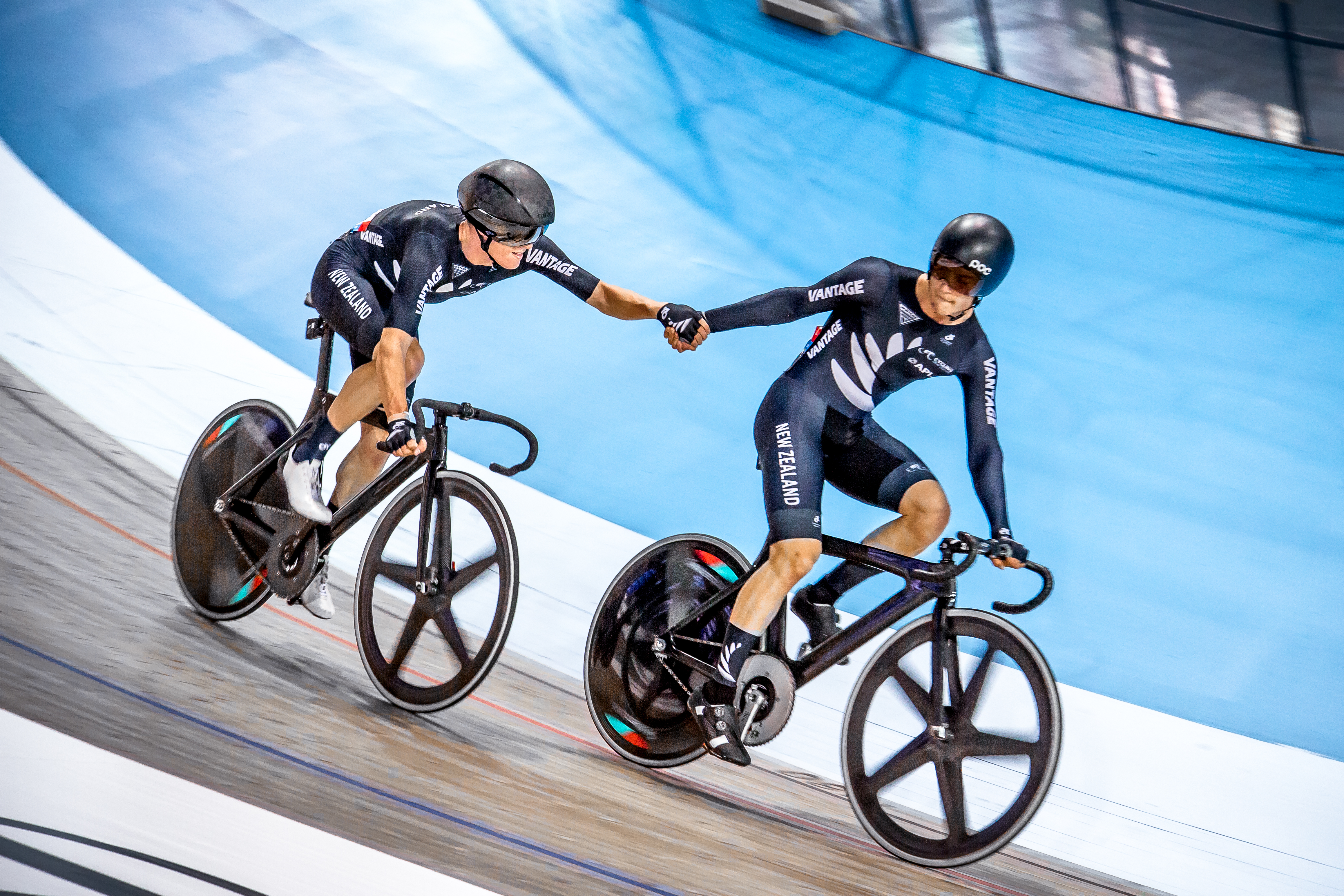
Campbell (l.) und Sexton beim Zweier-Mannschaftsfahren (2017)

Campbell Stewart (* 12. Mai 1998 in Palmerston North) ist ein neuseeländischer Radsportler, der vorrangig Rennen auf der Bahn bestreitet.

## Sportliche Laufbahn
Campbell Stewart besuchte die Boys’ High School in seinem Heimatort und begann in der dortigen „cycling factory“, die schon Simon van Velthooven und Jesse Sergent hervorgebracht hatte, mit dem Radsport, unter der Ägide von Betreuer Mike McRedmond, der in den 1980er Jahren selbst als Bahnradsportler erfolgreich gewesen war. Auch Stewarts ältere Schwester Kate war als Radsportlerin aktiv.
2014 wurde Stewart neuseeländischer Junioren-Meister im Omnium auf der Bahn, im Jahr darauf im Straßenrennen. 2015 und 2016 wurde er vier Mal Junioren-Weltmeister in verschiedenen Bahn-Disziplinen. Bei der Junioren-WM 2016 stellt der neuseeländische Junioren-Vierer mit Stewart, Jared Gray, Thomas Sexton und Connor Brown einen neuen Weltrekord auf (4:01,409 Minuten).
Ab 2017 startete Stewart in der Elite. Gemeinsam mit Sexton wurde er Ozeanienmeister im Zweier-Mannschaftsfahren. Beim Lauf des Bahnrad-Weltcups 2017/18 in Santiago de Chile gewann er im Zweier-Mannschaftsfahren sowie in der Mannschaftsverfolgung. Bei den Ozeanienmeisterschaften errang er in Punktefahren und Mannschaftsfahren sowie bei den Commonwealth Games in Scratch und Punktefahren jeweils Silber. Bei den Bahnradsport-Weltmeisterschaften 2018 in Apeldoorn belegte Campbell Stewart Platz fünf im Omnium.
2019 gewann Campbell Stewart bei Läufen des Bahnrad-Weltcups sechs Rennen in Omnium und Zweier-Mannschaftsfahren, bei den Ozeanienmeisterschaften 2019/20 errang er Silber mit Thomas Sexton Silber im Zweier-Mannschaftsfahren. Bei den  Bahnradsport-Weltmeisterschaften 2020 in Berlin belegte er mit Corbin Strong, Aaron Gate, Jordan Kerby und Regan Gough Platz zwei in der Mannschaftsverfolgung sowie im Zweier-Mannschaftsfahren mit Aaron Gate jeweils Platz zwei. 2020 und 2021 gewann er jeweils eine Etappe des New Zealand Cycle Classic.
Bei den Olympischen Spielen 2020 in Tokio errang Campbell Stewart die Silbermedaille im Omnium auf der Bahn. Bei den Commonwealth Games 2022 belegte er mit Aaron Gate, Jordan Kerby, Nick Kergozou und Thomas Sexton in der Mannschaftsverfolgung Platz eins sowie im Punktefahren Platz zwei. Bei den Olympischen Spielen 2024 kam er mit Aaron Gate im Madison auf den vierten Platz und in der Mannschaftsverfolgung auf den fünften.

## Ehrungen
2017 wurde Campbell Stewart mit dem neuseeländischen Halberg Award für „aufstrebenden Nachwuchs“ ausgezeichnet, nachdem er im Jahr zuvor bei dieser Sportlerwahl Platz zwei hinter der Stabhochspringerin Eliza McCartney belegt hatte.

## Erfolge

### Bahn
2014
- Junioren-Ozeanienmeister – Omnium

2015
- Junioren-Weltmeister – Omnium, Scratch
- Neuseeländischer Junioren-Meister – Omnium

2016
- Junioren-Weltmeister – Omnium, Mannschaftsverfolgung (mit Jared Gray, Thomas Sexton und Connor Brown)
- Junioren-Weltmeisterschaft – Zweier-Mannschaftsfahren (mit Kelland O’Brien)

2017
- Ozeanienmeister – Zweier-Mannschaftsfahren (mit Thomas Sexton)
- Weltcup in Santiago de Chile – Zweier-Mannschaftsfahren (mit Thomas Sexton), Mannschaftsverfolgung (mit Harry Waine, Nick Kergozou und Jaryd Gray)
- Neuseeländischer Meister – Zweier-Mannschaftsfahren (mit Dylan Kennett)

2018
- Ozeanienmeisterschaft – Punktefahren, Mannschaftsverfolgung (mit Hugo Jones, Nick Kergozou, Harry Waine und Jaryd Gray)
- Commonwealth Games – Scratch, Punktefahren

2018/2019
- Ozeanienmeisterschaft – Omnium

2019
- Weltcup 2018/19 in Cambridge – Zweier-Mannschaftsfahren (mit Aaron Gate), Mannschaftsverfolgung (mit Regan Gough, Jordan Kerby und Nick Kergozou)
- Weltcup 2018/19 in Hongkong – Zweier-Mannschaftsfahren (mit Thomas Sexton)
- Neuseeländischer Meister – Zweier-Mannschaftsfahren (mit Jordan Kerby)
- Weltmeister – Omnium
- Weltcup 2019/20 in Hongkong – Omnium
- Weltcup 2019/20 in Cambridge – Omnium, Zweier-Mannschaftsfahren (mit Aaron Gate)

2019/20
- Ozeanienmeisterschaft – Zweier-Mannschaftsfahren (mit Thomas Sexton)

2020
- Weltmeisterschaft – Mannschaftsverfolgung (mit Corbin Strong, Aaron Gate, Jordan Kerby und Regan Gough), Zweier-Mannschaftsfahren (mit Aaron Gate)
- Neuseeländischer Meister – Madison (mit Aaron Gate)

2021
- Olympische Spiele – Omnium

2022
- Commonwealth Games – Mannschaftsverfolgung (mit Aaron Gate, Jordan Kerby, Nick Kergozou und Thomas Sexton)
- Commonwealth Games – Punktefahren
- Neuseeländischer Meister – Madison (mit Thomas Sexton)

2023
- Weltmeisterschaft – Mannschaftsverfolgung (mit Aaron Gate, Thomas Sexton und Nick Kergozou)
- Weltmeisterschaft – Madison (mit Aaron Gate)

2024
- Nations Cup in Adelaide – Madison (mit Aaron Gate)
- Nations Cup in Hongkong – Madison (mit Aaron Gate)

2025
- Ozeanien-Meister – Omnium, Madison (mit Thomas Sexton)
- Ozeanien-Meisterschaften – Scratch
- Ozeanien-Meisterschaften – Mannschaftsverfolgung (mit Magnus Jamieson, Lucas Bhimy, Daniel Morton, Keegan Hornblow)

### Straße
2015
- Neuseeländischer Junioren-Meister – Straßenrennen

2020
- eine Etappe New Zealand Cycle Classic

2021
- eine Etappe New Zealand Cycle Classic

## Grand Tour-Platzierungen
| Grand Tour            | 2023 | 2024 |
| --------------------- | ---- | ---- |
| Giro d’ItaliaGiro     | 108  | –    |
| Tour de FranceTour    | –    | –    |
| Vuelta a EspañaVuelta | –    | –    |